# Joshua Kennedy
Joshua „Josh” Blake Kennedy (n. 20 august 1982 în Wodonga, Victoria, Australia) este un fost fotbalist australian care a jucat pe postul de atacant pentru Nagoya Grampus.
Kennedy este cunoscut printre fanii australieni drept „Jesus” datorită asemănării sale cu Iisus în prima parte a carierei sale.

## Legături externe
- ja  Profil pe site-ul echipei Nagoya-Grampus Arhivat în 21 aprilie 2010, la Wayback Machine.
- FFA – profil la Socceroo Arhivat în 24 aprilie 2013, la Wayback Machine.